# Comedia del recibimiento

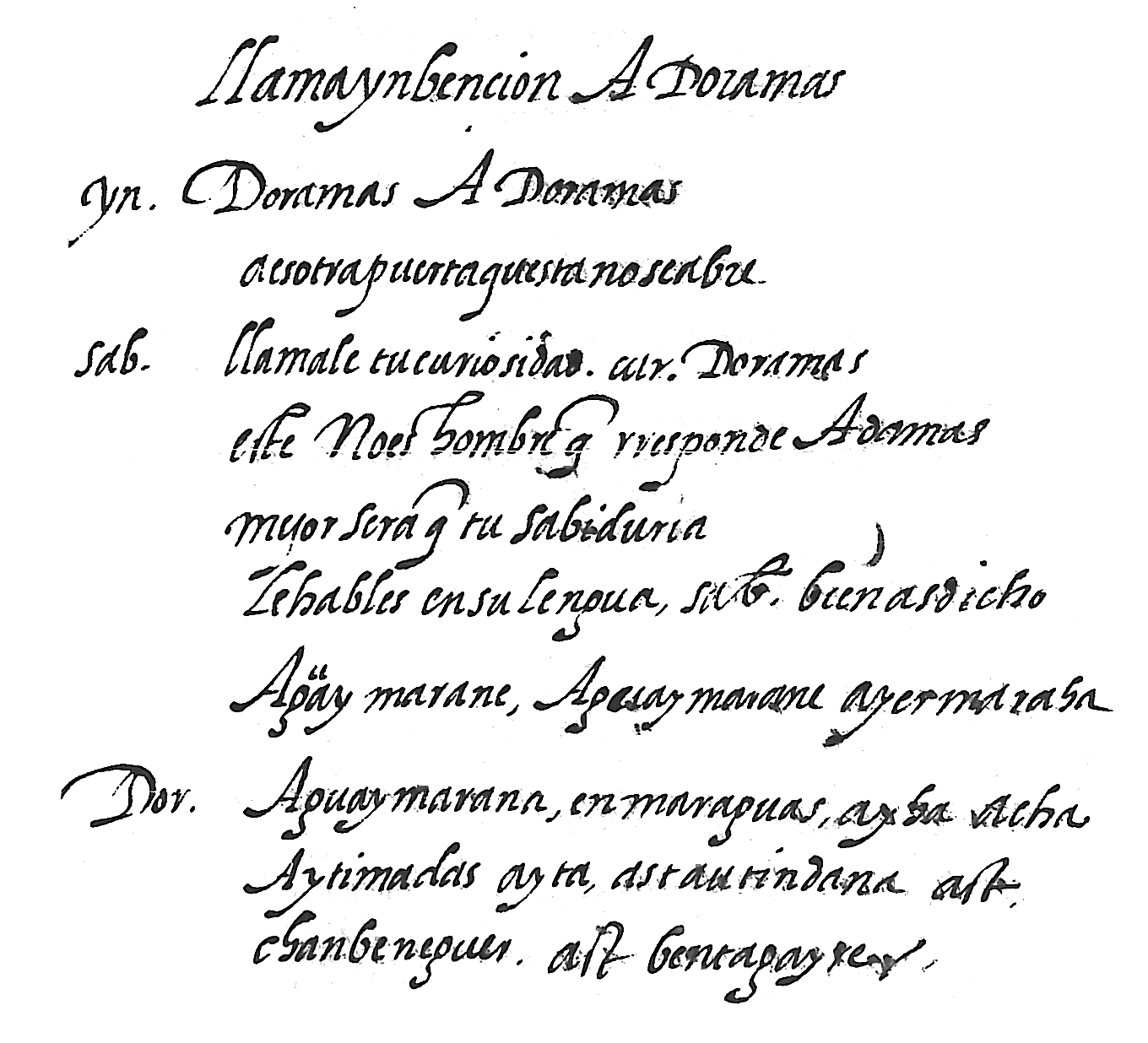
Diálogos de la Comedia del recibimiento en español y en guanche.

Comedia del recibimiento (1582) es una obra original del escritor canario Bartolomé Cairasco de Figueroa (Las Palmas de Gran Canaria, 1538−1610). Está considerada como una obra fundacional de la literatura canaria, no solo por ser una de las más antiguas de autor conocido, sino porque en ella se dan por primera vez algunas de las constantes temáticas más significativas de las letras canarias.

## Gestación y significado de la obra
La Comedia del reçebimiento fue gestada por Bartolomé Cairasco de Figueroa probablemente hacia 1581, cuando el Cabildo Catedral le encarga que prepare una obra para celebrar la llegada, al año siguiente, del nuevo obispo de la Diócesis, Fernando de Rueda. Debió representarse, según reza el manuscrito original, en mayo de 1582, en el pórtico de la Catedral de Canarias.
Sólo se conserva una copia del original, que está depositada en la Real Biblioteca de Madrid. Hasta el siglo XX se conocía únicamente un fragmento de la obra, divulgado por fray Juan de Abréu Galindo en su obra historiográfica Historia de la conquista de las siete islas de Canaria, fechada en 1632. En el año 1957, el investigador Alejandro Cioranescu da a conocer el texto completo tras transcribir el manuscrito 2803 de la Real Biblioteca de Madrid, en el que además se encuentran almacenadas otras obras del autor.

## Estructura
La obra tiene una estructura muy sencilla. Se compone de tres escenas escritas en verso, con algunas partes cantadas, lo que hace suponer que el texto se acompañaba de notación musical. Los personajes son alegóricos. Por un lado están Invención, Sabiduría y Curiosidad; por otro aparecen Guía y Gáldar, nombres tomados de las localidades respectivas de la isla de Gran Canaria a las que representan; y finalmente, como protagonista absoluto de la obra, está Doramas, personaje que rememora al gran líder de la resistencia aborigen grancanaria, muerto a manos del militar castellano Pedro de Vera a finales del siglo XV.

## La figura de Doramas
El personaje Doramas es en realidad un símbolo en la Comedia del recibimiento: al no encontrar ninguna de las figuras alegóricas a nadie realmente capacitado para dar la bienvenida al nuevo obispo, al final deciden que quien merece ese honor es el guerreo Doramas. Como este no habla el castellano, se le proporciona una bebida para que pueda ser entendido por el obispo. Es entonces cuando Doramas, ya en la tercera escena, pronuncia un largo parlamento en el que, para recibir al obispo, canta las excelencias de Canarias, la bondad de su pueblo y la dignidad de su propia figura. Se establece así una especie de “duelo de lenguaje” en el que Doramas representa la esencia de la canariedad.

## Valor literario y cultural
Cairasco incorpora a la obra un conjunto de elementos que hacen que ésta se convierta en la pieza fundacional de la literatura canaria de autoría conocida, independientemente de la literatura oral precedente y de algunas muestras poéticas aisladas. En ella se dan numerosos elementos que a partir de entonces estarán presentes, de un modo u otro y hasta la actualidad, en las letras canarias: la mitificación de la Selva de Doramas y del Roque Nublo, el tema del mar, la dignificación del pasado aborigen, etc.
En este último sentido, la Comedia del recibimiento incorpora un hecho insólito en la literatura escrita en español: hay varios pasajes en los que Doramas se expresa en guanche, la lengua de los antiguos canarios, lo que ha suscitado el interés de numerosos filólogos, entre ellos el ilustre investigador austriaco Dominik Wölfel.
Por todos estos motivos, el Gobierno de Canarias eligió la figura de Cairasco, junto con la de Antonio de Viana, para celebrar, el 21 de febrero de 2007, el Día de las Letras Canarias. En el marco de los actos programados, la compañía de teatro Espacio 21 representó la obra de Cairasco, bajo la dirección de Tony Suárez.

## Ediciones actuales de la obra
- Comedia del recibimiento (2005), Ediciones Archipliego, Las Palmas de Gran Canaria. ISBN: 84−609−8023−5